# Křížová cesta (Horní Čermná)
Křížová cesta na Mariánské Hoře v obci Horní Čermná na Orlickoústecku se nachází přibližně 1,5 kilometru jihozápadně od obce.

## Historie
Křížová cesta na Mariánské Hoře je tvořena čtrnácti zděnými výklenkovými kaplemi. Ty byly postaveny roku 1886 do půlkruhu před poutním kostelem Narození Panny Marie. Současně s jejich výstavbou byla vysázena dvojitá lipová alej. Křížová cesta byla zřízena nákladem 1.200 zl. a byla posvěcena 26. září 1886.
Roku 1995 byly kapličky zrekonstruovány dolnočermenskou farností nákladem 167.900 Kč.

### Poutní místo
Roku 1857 byl na Mariánské Hoře postaven pískovcový sloupek s obrázkem Panny Marie Zellenské. Poblíž byla roku 1864 postavena kaple, která byla roku 1875 přestavěna na kostel. Z původní kaple zůstal presbytář. Světitelem byl bývalý čermenský farář, poté vikář Josef Tupec z České Třebové. Roku 1865 byl postaven malý patrový domek o čtyřech místnostech, ve kterém bydlel zakladatel a správce Mariánské Hory Leopold Fiala. Farnost roku 1872 přistavěla další domek, který byl roku 1876 zvýšen o patro a současně zde byla povolena hostinská koncese.
Oprava poutního místa proběhla v 90. letech 20. století. Lipové aleje byly ozdraveny a dosázeny roku 1996. Prořez probíhá od roku 2023. Pískovcový sloupek s obrázkem Panny Marie Zellenské je umístěn před hlavním oltářem.

## Galerie

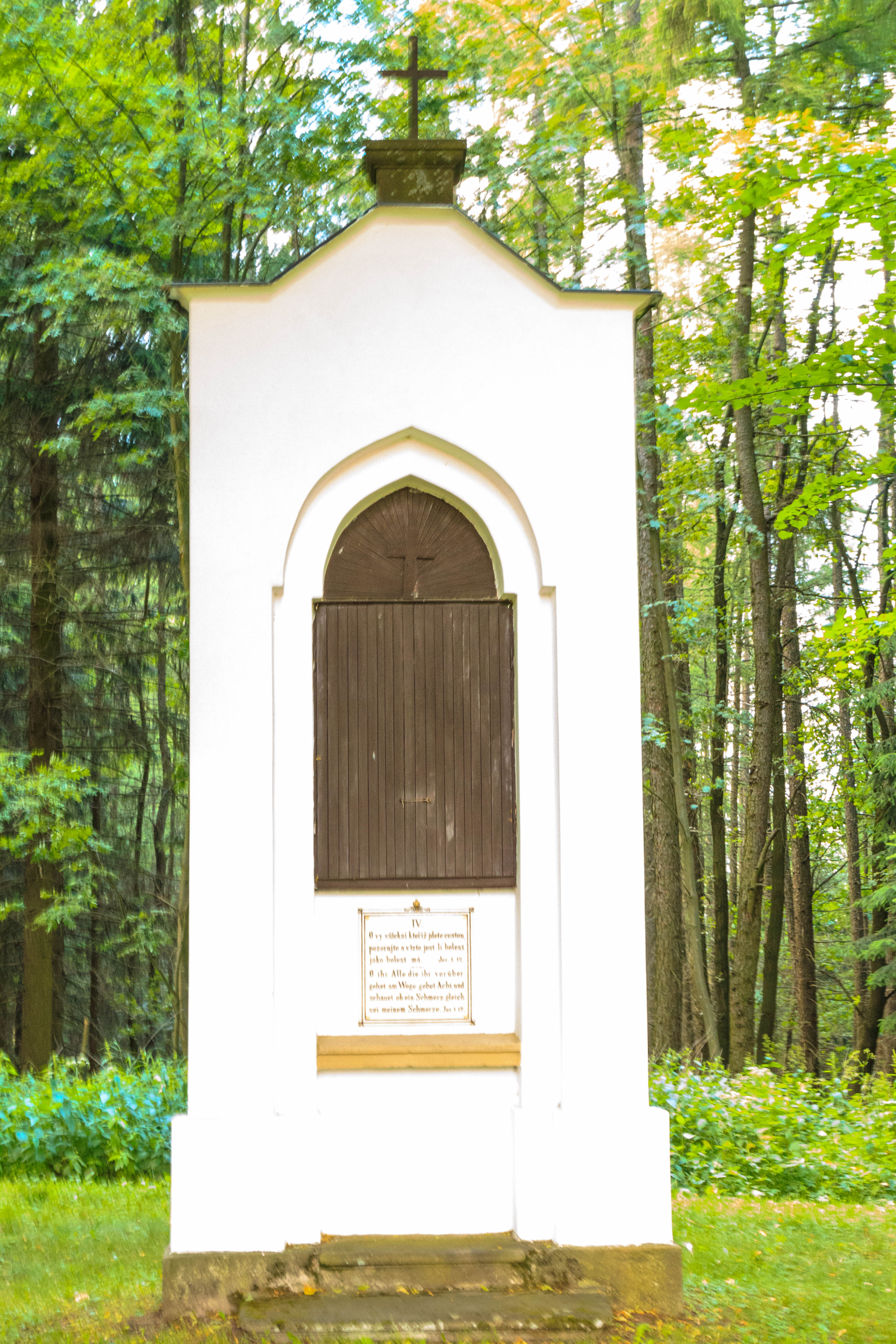
Křížová cesta na Mariánské Hoře u Horní Čermné
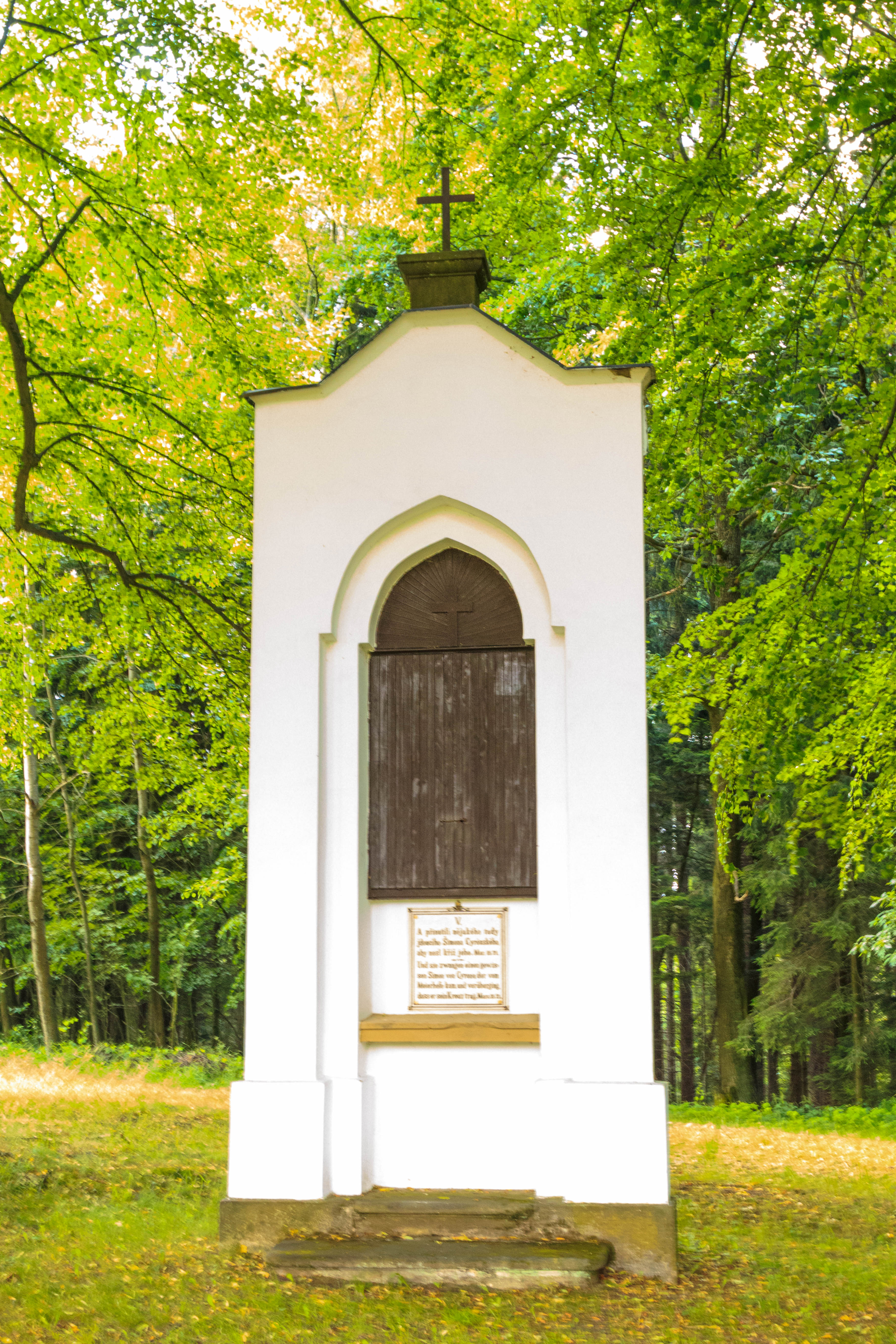
Křížová cesta na Mariánské Hoře u Horní Čermné
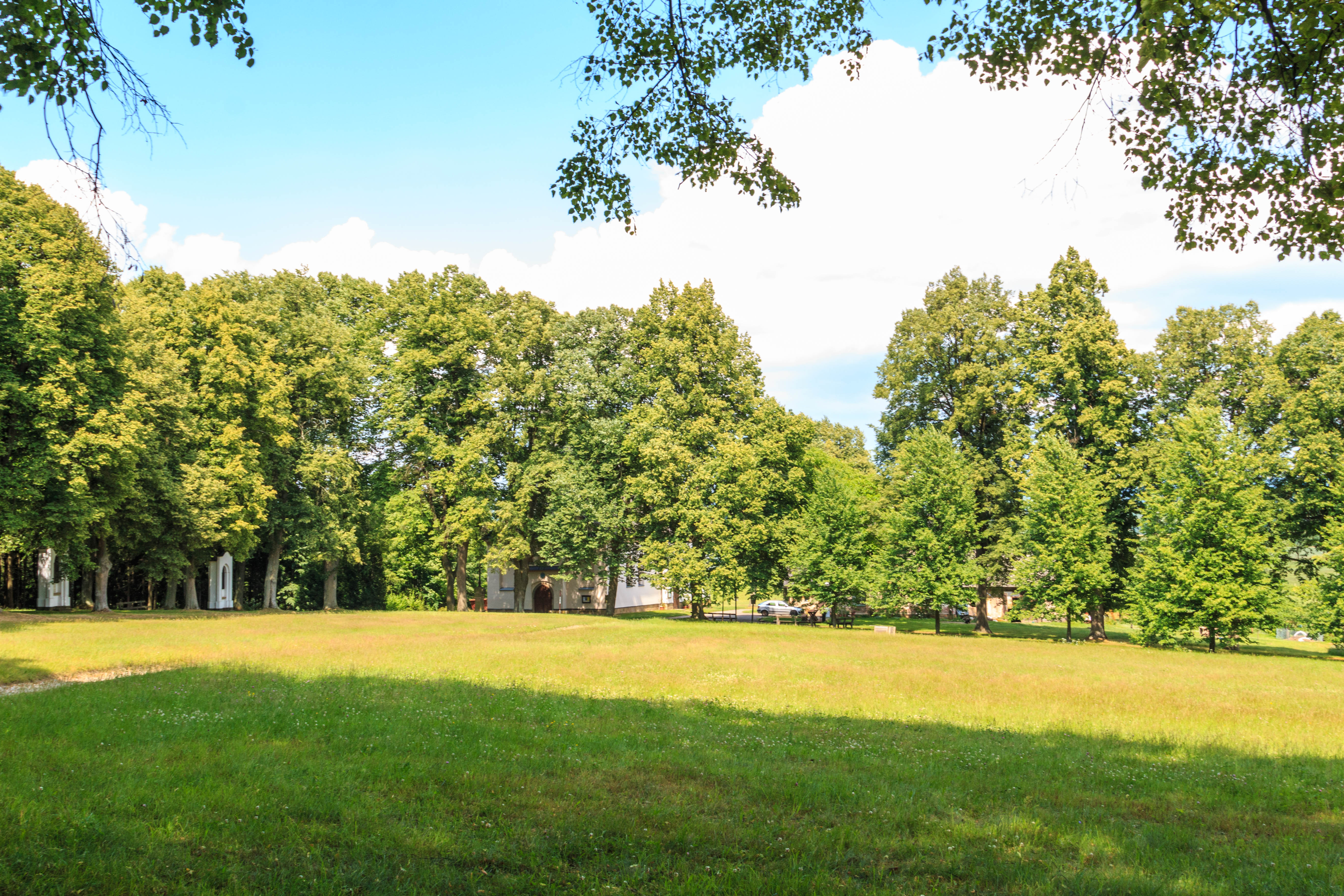
Křížová cesta na Mariánské Hoře u Horní Čermné
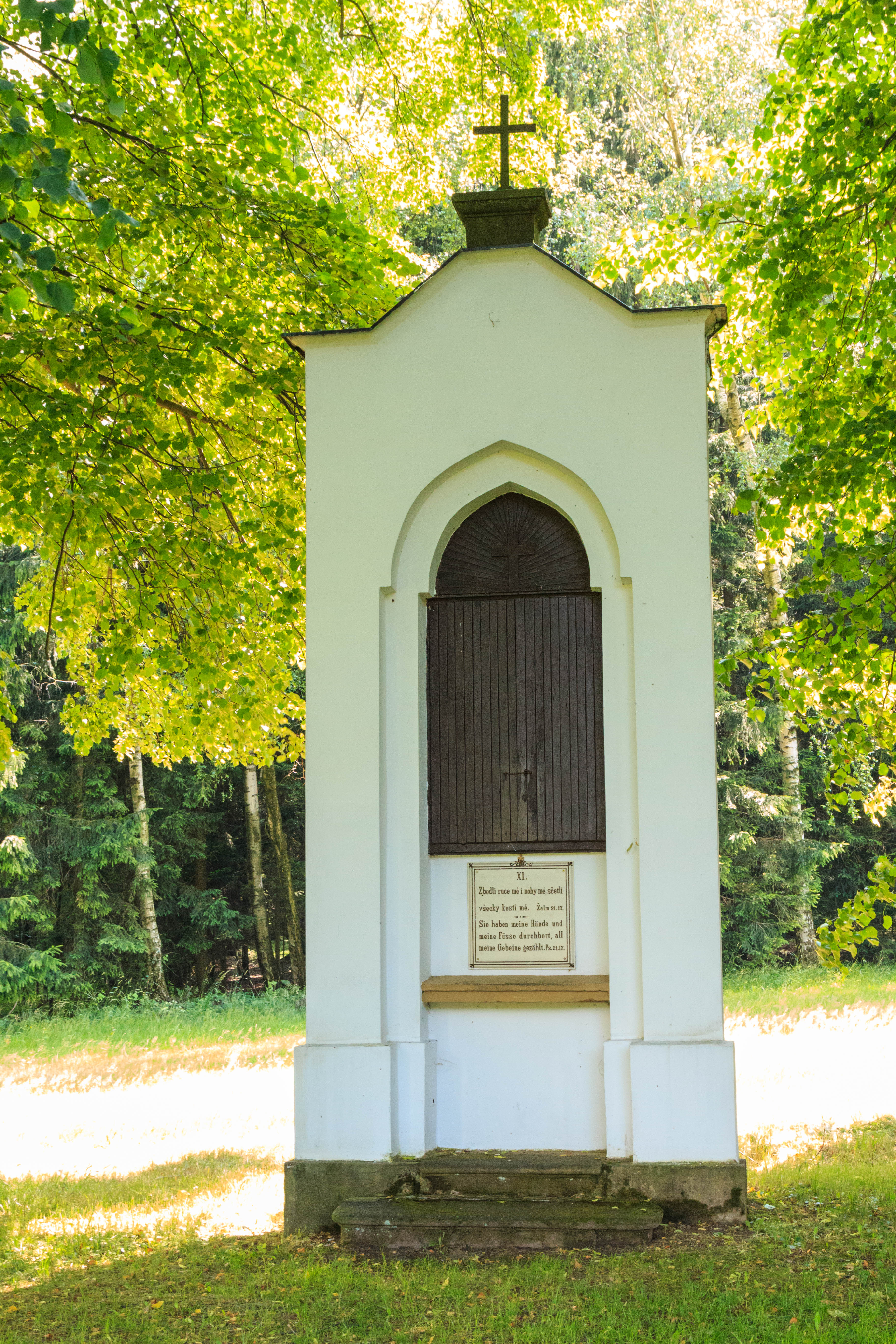
Křížová cesta na Mariánské Hoře u Horní Čermné